# Saint-Julien-de-Raz
Saint-Julien-de-Raz este o comună în departamentul Isère din sud-estul Franței. În 2009 avea o populație de 431 de locuitori.

## Evoluția populației
| An        | 1975 | 1982 | 1990 | 1999 | 2006 | 2009 |
| --------- | ---- | ---- | ---- | ---- | ---- | ---- |
| Populație | 228  | 318  | 353  | 443  | 435  | 431  |